# Барангулово
Барангу́лово (рос. Барангулово) — присілок у складі Кувандицького міського округу Оренбурзької області, Росія.

## Населення
Населення — 171 особа (2010; 232 у 2002).
Національний склад (станом на 2002 рік):
- башкири — 95 %